# Middleport (Ohio)
Middleport ist ein Village in Meigs County, Ohio, Vereinigte Staaten. Sie liegt im Südosten Ohios am Westufer des Ohio River zwischen den Häfen Pittsburgh und Cincinnati. Die Bevölkerung betrug 2.525 Einwohner bei der Volkszählung im Jahr 2000. Für 2019 wird eine Bevölkerungszahl von 2.408 angenommen.

## Geographie
Durch seine Lage am Fluss Ohio erlangte Middleport schon bald eine wichtige Bedeutung als Zwischenstation für die Flussschifffahrt. Da es in der Nähe Kohlevorkommen gab, konnten die Dampfschiffe hier mit Kohle versorgt werden.
Die am Fluss benachbarten Gemeinden sind flussaufwärts Pomeroy und Syracuse sowie flussabwärts Addison. Am gegenüberliegenden Flussufer befindet sich die Stadt Mason im Mason County, West Virginia.

## Geschichte
Middleport verdankt seinen Namen der Tatsache, dass es der mittlere Hafen zwischen Pittsburgh und Cincinnati am Ohio River ist.

## Bildung
Die Schulen von Middleport gehören zum Meigs Local School District. Auf dem Gemeindegebiet befindet sich ein Campus der University of Rio Grande. Elf weitere Colleges und Universitäten befinden sich im Umkreis von 60 Meilen (rund 100 km).

## Persönlichkeiten
Middleport war das Zuhause von Walter „Mother“ Watson, einem Baseballpitcher in der Major League.
- Sam Allen (1909–1963), Jazzpianist
- James V. Hartinger (1925–2000), General der United States Air Force, Kommandeur des NORAD von 1980 bis 1984